# 上海三联书店
上海三联书店和香港三联书店、生活·读书·新知三联书店是大中华地区三家三联书店。
上海三联书店1986年复建，2013年10月起由上海报业集团主管，办有《书城》等杂志。

## 外部連結
- 上海三联书店的新浪微博